# Толеду (Минас-Жерайс)
Толеду (порт. Toledo) — муниципалитет в Бразилии, входит в штат Минас-Жерайс. Составная часть мезорегиона Юг и юго-запад штата Минас-Жерайс. Входит в экономико-статистический микрорегион Позу-Алегри. Население составляет 5634 человека на 2006 год. Занимает площадь 136,133 км². Плотность населения — 41,4 чел./км².

## История
Город основан 27 декабря 1953 года.

## Статистика
- Валовой внутренний продукт на 2003 год составляет 20 891 939,00 реалов (данные: Бразильский институт географии и статистики).
- Валовой внутренний продукт на душу населения на 2003 год составляет 3836,90 реалов (данные: Бразильский институт географии и статистики).
- Индекс развития человеческого потенциала на 2000 год составляет 0,723 (данные: Программа развития ООН).

## География
Климат местности: горный тропический. В соответствии с классификацией Кёппена, климат относится к категории Cwb.